# Пустовойтівська волость (Канівський повіт)
Пустовойтівська волость — історична адміністративно-територіальна одиниця Канівського повіту Київської губернії з центром у селі Карапиші.
Волосне Правління було в селі Карапиші. 
Волость входила в райони: Мирового Посередника — 2 уч., Мирового Судді — 2 уч., Судового Слідчого — 4 уч., Сільського лікаря — 1 уч., Станового Пристава — другого стану. 
З відбуття військової повинності волость відносилась до другої призовної дільниці, що знаходиться в містечку Козин, а з відправлення військово-кінської повинності — до 10 дільниці в селі Карапиші.
Станом на 1886 рік складалася з 6 поселень, 6 сільських громад. Населення — 9017 осіб (4555 чоловічої статі та 4462 — жіночої), 1107 дворових господарств.
|                     | Площа, десятин | У тому числі орної, дес. |
| ------------------- | -------------- | ------------------------ |
| Сільських громад    | 9285           | 7014                     |
| Приватної власності | 172            | 160                      |
| Казенної власності  | 6690           | 6545                     |
| Іншої власності     | 331            | 189                      |
| Загалом             | 16478          | 13908                    |

Поселення волості:
- Село Баші — колишнє власницьке село. У 1900 році там було 65 дворів і проживало 680 осіб.[3]

- Хутір Дяченківський — селянський. Нині знесений та переселений в межі села Карапиші. У 1900 році там було 8 дворів і проживало 58 осіб.[3]

- Карапиші — колишнє власницьке село при річці Росава за 45 версти від повітового міста, 4255 осіб, 546 дворів, 2 православні церкви, 4 постоялих двори, 3 лавки.

- Олександрівка — колишня державна маєтність. У 1900 році там було 65 дворів і проживало 876 осіб.[4]

- Пустовойти — колишнє власницьке село при річці Росава, 1997 осіб, 284 двори, православна церква, школа, 6 постоялих будинків, 2 лавки.

- Фролівка — вважається, що після заснування села наприкінці 1900-х рр. воно належало до Пустовойтівської волості.

- Юхни — колишнє власницьке село при річці Бутень, 1106 осіб, 147 дворів, православна церква, школа, 2 постоялих будинки, 4 вітряних млина.

Старшинами волості були:
- 1909 року — Трохим Данилович Бабіч[5];
- 1910—1915 роках — Пилип Степанович Семченко[6],[7],[8],[9].